# Sphecodes javanicus
Sphecodes javanicus är en biart som beskrevs av Heinrich Friese 1914. Sphecodes javanicus ingår i släktet blodbin, och familjen vägbin. Inga underarter finns listade i Catalogue of Life.